# Franz von Rothwitz
Franz von Rothwitz OFM (* / † im 14. Jahrhundert) war von 1346 bis 1365 Titularbischof von Cantanus und Weihbischof in Breslau sowie Generalvikar des Breslauer Bischofs Preczlaw von Pogarell.

## Leben
Franz entstammte dem schlesischen Adelsgeschlecht Rothwitz. Es ist nicht bekannt, wann er zum Priester geweiht wurde und dem Franziskanerorden beitrat. Als solcher wurde er am 21. August 1346 von Papst Klemens VI. zum Titularbischof von Cantani (episcopus Canticensis) und Weihbischof in Breslau ernannt. Seine Weihe erfolgte am päpstlichen Hof in Avignon. Zudem ernannte ihn der Breslauer Bischof Preczlaw von Pogarell zu seinem Generalvikar. 
Aus seiner Tätigkeit haben sich einige Nachweise erhalten. U. a. erteilte er am 19. August 1347 jenen Gläubigen, die nach einer Beichte andächtig vor einem vergoldeten Kreuz der Herzogin von Oels beten würden, einen 40-tägigen Ablass. Am 18. September 1349 weihte er neue Altäre in der Klosterkirche der Striegauer Benediktinerinnen sowie den Kreuzgang und verlieh allen, die dort beten und andächtig durch den Kreuzgang gehen würden, ebenfalls einen 40-tägigen Ablass. Weitere Ablassprivilegien erteilte er am 19. Oktober 1353 der Marianischen Bruderschaft in Lüben und am 1. Oktober 1362 dem Breslauer Vinzenzstift. 1352 schenkte er den Strehlener Klarissen Geld, das sie zur Weiterleitung an den Münsterberger Herzog Nikolaus für dessen Genehmigung zur Anlage eines Teiches benötigten. Außerdem erscheint Franz von Rothwitz in mehreren Urkunden des Bischofs Pogarell als Zeuge an erster Stelle. 
Franz von Rothwitz besaß auf Lebenszeit das bischöfliche Gut Schiedlagwitz bei Canth. Am 21. Oktober 1365 erwarb er von seinem Bruder Bernhard das benachbarte Kapsdorf bei Schweidnitz, das bei seinem Tode an den Bruder oder dessen Erben zurückfallen sollte. Es ist das letzte Dokument mit einer Nachricht aus seinem Leben. Da seine vier Neffen Kapsdorf am 18. Oktober 1374 an Konrad Molheim verkauften, kann daraus geschlossen, das zu diesem Zeitpunkt sowohl der Weihbischof Franz auch als dessen Bruder Bernhard nicht mehr am Leben waren.